# Cissa thalassina
Cissa thalassina là một loài chim trong họ Corvidae.